# ورزش‌های غربی

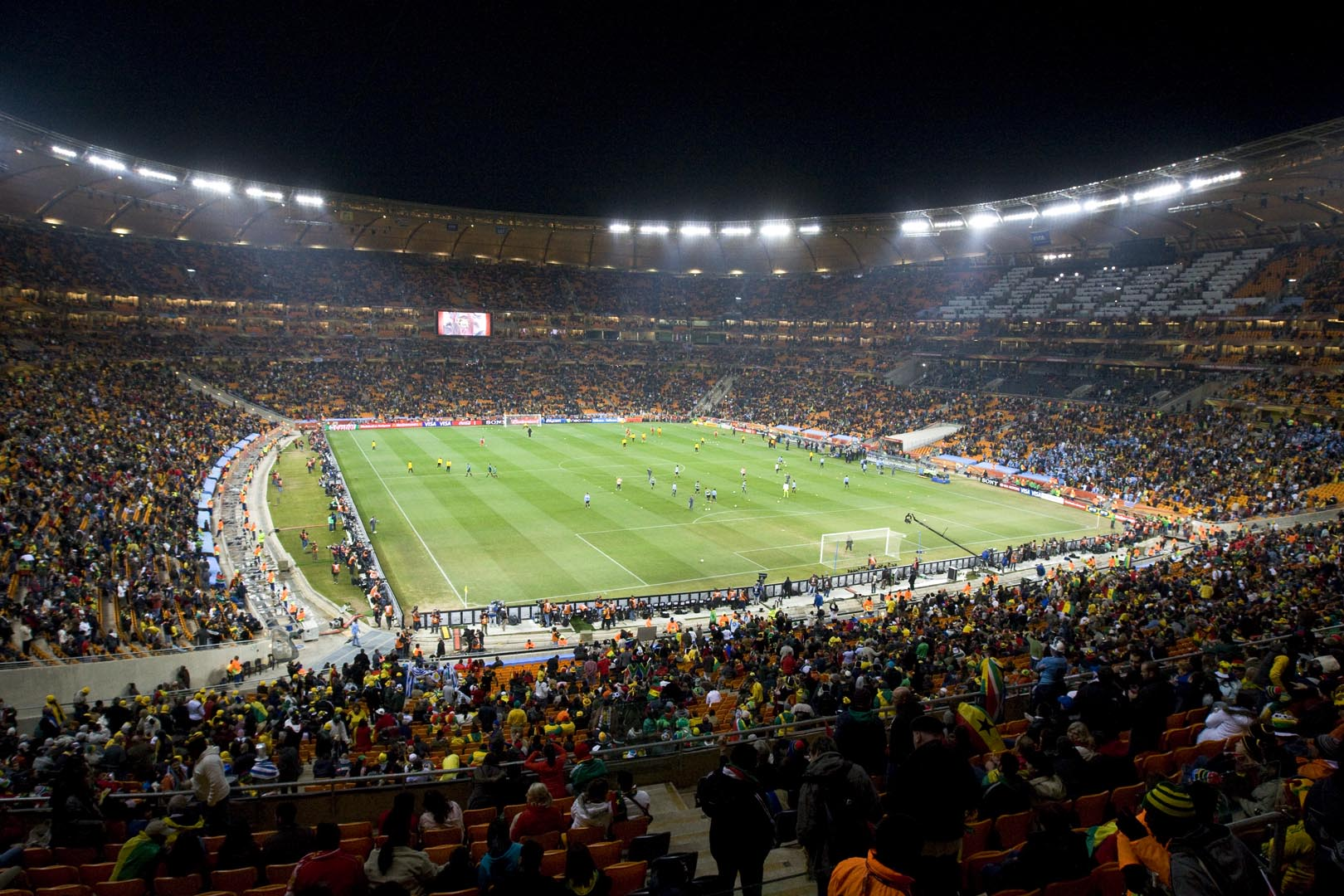
جام جهانی فوتبال، محبوب‌ترین رویداد ورزشی در جهان.

ورزش‌های غربی ورزش‌هایی هستند که با غرب مرتبط هستند. بسیاری از ورزش‌های مدرن توسط کشورهای غربی اختراع یا استانداردسازی شدند. به‌طور خاص، بسیاری از ورزش‌های مهم پس از انقلاب صنعتی در انگلستان اختراع شدند. بعدها، آمریکا برخی از ورزش‌های مهم مانند بسکتبال و بیسبال را اختراع کرد.
استعمار اروپای غربی و نفوذ آمریکا عوامل اولیه گسترش ورزش غرب در سراسر جهان بود. بعدها، جهانی شدن و نقش برجسته ورزش‌های غربی در بازی‌های المپیک به رشد بیشتر این ورزش‌ها کمک کرد. پربیننده‌ترین رویداد ورزشی بین‌المللی جام جهانی فوتبال است که ورزش غربی فوتبال (همچنین به عنوان ساکر نیز شناخته می‌شود) را به نمایش می‌گذارد.

## تاریخچه

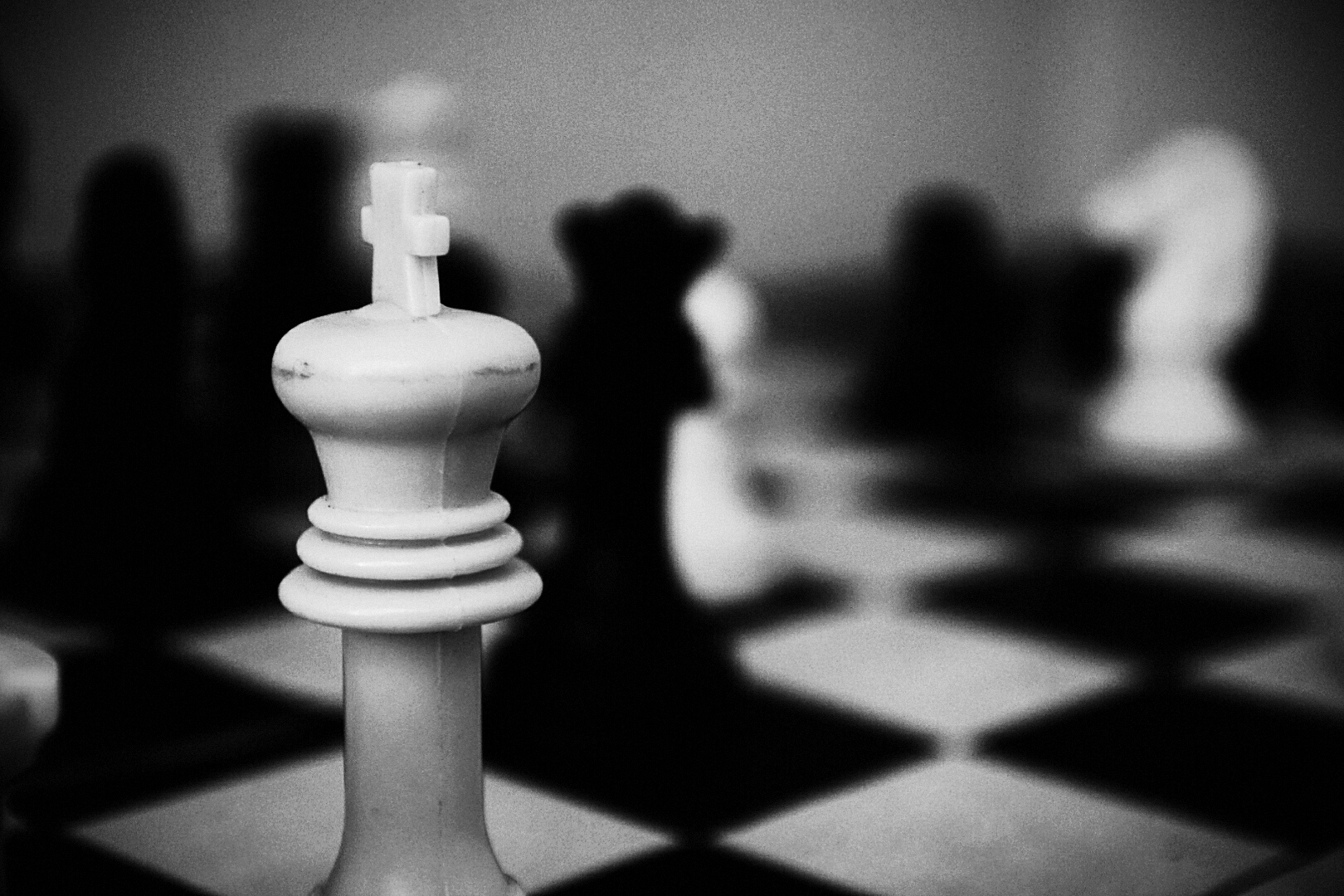
شاه در شطرنج؛ مهرهٔ اصلی بازی. شطرنج از هند به اروپا منتقل شد و در طول مسیر، دستخوش تغییرات مختلفی شد و امروزه یکی از شناخته شده‌ترین بازی‌های رومیزی غربی است.

بازی‌های کوچک و تخته‌ای مختلف در طول دوران باستان بین غرب و سایر نقاط جهان منتقل می‌شد. خاستگاه شطرنج در هند به نام چاتورانگا است.

### دوران باستان
رومی‌ها سازه‌های عظیمی مانند آمفی تئاترها را برای برگزاری جشنواره‌های ورزشی خود می‌ساختند. رومی‌ها به ورزش‌های خونین مانند نبردهای بدنام گلادیاتوری که شرکت‌کنندگان را در یک مبارزه تا سرحد مرگ در مقابل هم قرار می‌داد علاقه نشان می‌دادند. آن‌ها بسیاری از بازی‌های المپیک دوران باستان همچون کشتی یونانی-رومی، پرتاب دیسک و پرتاب نیزه را احیا کردند. ورزش گاوبازی یک ورزش سنتی در اسپانیا، پرتغال، جنوب فرانسه و برخی از کشورهای آمریکای لاتین است. ریشه‌های این ورزش به پرستش و قربانی کردن گاو نر پیش از تاریخ می‌رسد و اغلب به رم مرتبط است؛ جایی که بسیاری از رویدادهای «انسان در مقابل حیوان» برگزار می‌شد. گاوبازی از اسپانیا به مستعمرات آمریکا و در قرن نوزدهم به فرانسه گسترش یافت که در آنجا به شکلی متمایز تبدیل شد.

### قرون وسطی
مبارزه کردن و شکار در قرون وسطای اروپا از ورزش‌های رایجی بود که در بین طبقات اشراف طرفدار زیادی داشت.

### دوران استعمار

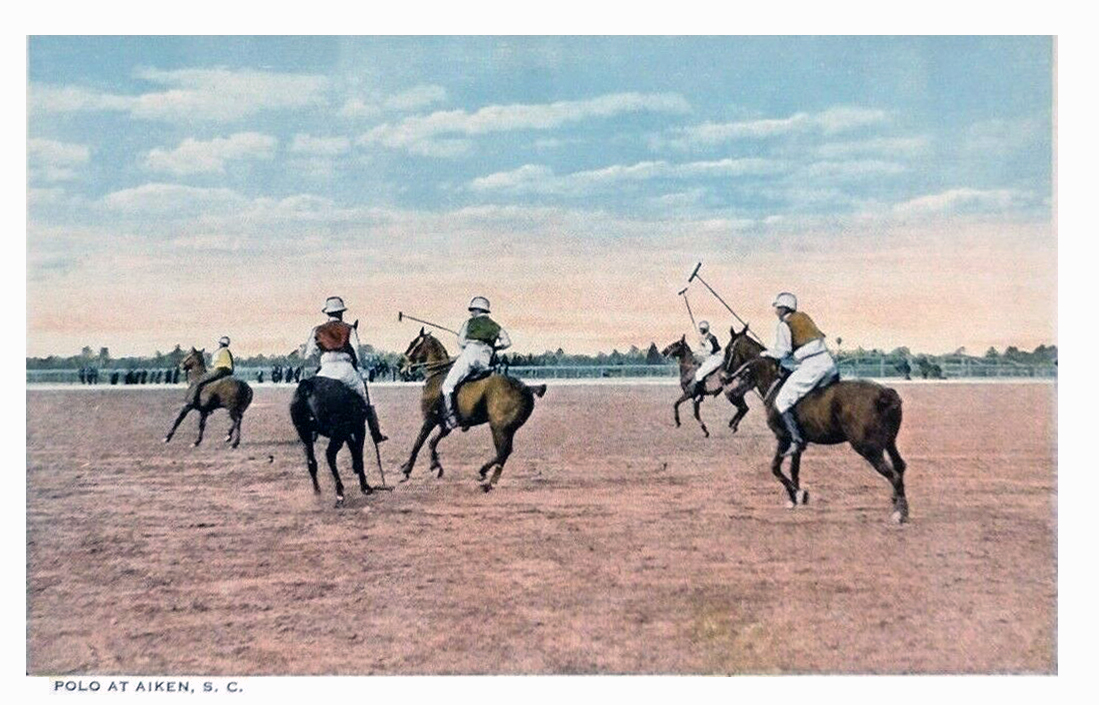
تصویری از آمریکایی‌ها در حال انجام بازی چوگان؛ یک بازی باستانی با ریشهٔ ایرانی-آسیایی که توسط بریتانیایی‌ها استانداردسازی و گسترش پیدا کرد.

کشورهای اروپای غربی از ورزش به عنوان روشی برای افزایش ارتباطات فرهنگی بین خود و مستعمرات‌شان استفاده می‌کردند. آن‌ها همچنین از ورزش برای ایجاد تغییرات اجتماعی در میان مردمان مستعمره استفاده می‌کردند. از سوی دیگر، مردم مستعمره اغلب از ورزش‌های غربی به عنوان فرصتی برای اثبات خود با شکست دادن استعمارگران در ورزش‌ها استفاده می‌کردند. این به بسیاری از جنبش‌های نوپای استقلال کمک کرد.

#### ورزش‌های بریتانیایی
انقلاب صنعتی که در قرن هجدهم در بریتانیای کبیر آغاز شد، اوقات فراغت بیشتری را با خود به همراه داشت و فرصت‌های بیشتری را برای شهروندان بریتانیایی برای شرکت در فعالیت‌های ورزشی ایجاد کرد. این روند با ظهور رسانه‌های جمعی و افزایش ارتباطات ادامه یافت. ورزش کریکت برای اولین بار در قرن شانزدهم در انگلستان بازی شد و از طریق امپراتوری بریتانیا به سراسر جهان معرفی شد. تعدادی از ورزش‌های مدرن محبوب در قرن نوزدهم در بریتانیا ابداع یا تدوین شدند و شهرت جهانی پیدا کردند. برخی از این ورزش‌ها عبارتند از: تنیس روی میز، تنیس مدرن، نتبال و راگبی. بسیاری از ورزش‌هایی که از بریتانیا سرچشمه می‌گیرند در طول دوران عصر جدید اولیه و ویکتوریایی در سراسر امپراتوری بریتانیا گسترش یافتند؛ به طوری که انگلیسی‌ها گاهی از این ورزش‌ها برای تبلیغ ارزش‌های اخلاقی بریتانیا در میان کشورهای استعماری خود و همچنین، برای اثبات برتری فرهنگ بریتانیا استفاده می‌کردند.